# Altona-Nord
Altona-Nord, Hamburg-Altona-Nord – dzielnica miasta Hamburg w Niemczech, w okręgu administracyjnym Altona. 
Do 31 marca 1938 samodzielne miasto, ale na mocy ustawy o Wielkim Hamburgu włączone w granice miasta.

## Gospodarka
W dzielnicy działa browar Holsten-Brauerei, firma-córka Carlsberga.